# Geneviève Simard
Geneviève Simard, kanadska alpska smučarka, * 5. november 1980, Montreal, Kanada.
Nastopila je na dveh olimpijskih igrah, najboljšo uvrstitev leta 2002 je dosegla s sedmim mestom v kombinaciji, leta 2006 pa s petim mestom v veleslalomu. Na svetovnih prvenstvih je nastopila štirikrat, najboljšo uvrstitev je dosegla leta 2003 s četrtim mestom v superveleslalomu. V svetovnem pokalu je tekmovala dvanajst sezon med letoma 1998 in 2010 ter dosegla eno zmago in še štiri uvrstitve na stopničke. V skupnem seštevku svetovnega pokala je bila najvišje na sedemnajstem mestu leta 2006, v letih 2005 in 2006 je bila peta v veleslalomskem seštevku.